# Lilo et Stitch
Ne doit pas être confondu avec Lilo et Stitch (film, 2025).
 (juin 2013).
Si vous disposez d'ouvrages ou d'articles de référence ou si vous connaissez des sites web de qualité traitant du thème abordé ici, merci de compléter l'article en donnant les références utiles à sa vérifiabilité et en les liant à la section « Notes et références ».
Série Classiques d'animation Disney
Atlantide, l'empire perdu
(2001) La Planète au trésor
(2002)
Série Lilo et Stitch
Lilo et Stitch 2
(2005)
Pour plus de détails, voir Fiche technique et Distribution.
Lilo et Stitch (Lilo and Stitch) est le 76e long-métrage d'animation et le 42e « Classique d'animation » des studios Disney, sorti en 2002 et réalisé par Dean DeBlois et Chris Sanders.
Le film fait l'objet d'une suite, sortie directement en vidéo en 2005, Lilo et Stitch 2 : Hawaï, nous avons un problème!, ainsi  d'une série télévisée, Lilo et Stitch, la série (2003-2006), dont Stitch ! Le film (2003) et Leroy et Stitch (2006) sont respectivement le prologue et l'épilogue, et d'une seconde série, Stitch ! (2008-2011), dont Stitch à la rescousse (2012) sert de conclusion. Une adaptation en prise de vues réelles est sortie le 21 mai 2025.

## Synopsis
Sur la planète Turo (le vaisseau amiral de la Fédération galactique), le professeur Jumba comparaît devant le Grand Conseil. Il est accusé d’avoir pratiqué des expérimentations génétiques illégales, il a en effet créé le premier spécimen d’une nouvelle espèce hyper-résistante et destructrice qu’il a baptisé « expérience 626 ». Le conseil tente de déterminer si la créature est dotée de raison mais elle ne fait que les insulter. Jumba est donc arrêté et 626 est banni, il sera propulsé sur un astéroïde désert. Le capitaine Gantu doit se charger de mener 626 en exil. Mais 626 parvient à se défaire de ses chaînes et vole un vaisseau-patrouille. Toute la fédération se lance à sa poursuite mais 626, sur le point d’être intercepté, entre en hyper-espace et échappe à ses poursuivants.
Le central Galactique calcule son lieu d’arrivée et détermine qu’il a dû s’écraser sur la Terre. Ils pensent initialement que 626 ne survivra pas car la Terre est majoritairement recouverte d’eau mais ils s’aperçoivent finalement qu’il s’est échoué sur une petite île : Hawaï.
Un spécialiste de la planète, l’agent Pikly est appelé pour donner son expertise. La présidente du Grand Conseil souhaite initialement détruire la terre mais Pikly s’y oppose, arguant qu’il s’agit d’une planète utilisée pour la sauvegarde d’une espèce menacée : le moustique.
Pour capturer 626 discrètement sans causer un mouvement de panique sur Terre, la présidente missionne Jumba pour capturer 626 en échange de sa liberté, et lui impose Pikly pour le surveiller.
Pendant ce temps sur Terre, Lilo est une fillette Hawaïenne vivant avec sa grande sœur, Nani, depuis le décès de leurs parents dans un accident de voiture. Lilo a beaucoup de mal avec l’autorité de Nani. Après une énième dispute, Nani est confrontée à un éducateur, monsieur Cobra Bubbles, qui vient pour déterminer si elle peut conserver la garde de Lilo. Il constate la situation déplorable et donne 3 jours à Nani pour offrir un cadre plus stable a Lilo, sans quoi il devra lui retirer la garde. Après s’être réconciliées, Lilo et Nani assistent au crash du vaisseau de 626, prenant le phénomène pour une étoile filante.
De son côté, 626 se fait écraser par un camion après son atterrissage. Il survit et est conduit à un chenil. Les employés ne comprennent pas à quelle espèce il peut bien appartenir. 626 se camoufle alors en chien et se fait adopter par Lilo qui le nomme « Stitch ». Parallèlement, Jumba et Pikly sont arrivés sur Terre et ont repéré Stitch. Ils tentent de l’éliminer mais ne peuvent pas l’atteindre sans que Lilo ne les démasque, elle lui sert de bouclier humain. Mais Stitch s’aperçoit vite qu’il a débarqué sur une île et qu’il ne peut pas fuir bien loin.
Durant la soirée, dans le restaurant où travaille Nani, Jumba et Pikly attirent Stitch pour tenter de l’arrêter mais la créature mord Pikly au visage. Nani est donc renvoyée, empirant ainsi sa situation pour garder Lilo avec elle.
Elle veut donc renvoyer Stitch au chenil puisqu’il ne leur cause que des problèmes mais Lilo lui répond en invoquant « Ohana », un mot que leur père utilisait régulièrement en disant « Ohana signifie famille, famille signifie que personne ne doit être abandonné ni oublié ». À ces mots, Nani consent à garder Stitch. Mais ce dernier, avec son instinct qui le pousse uniquement à la destruction, dévaste la chambre de Lilo ; elle parvient tout de même à le calmer.
Observant la scène de l’extérieur, Jumba se questionne sur l’avenir de Stitch puisqu’il n’a aucun but en dehors de la destruction. Pikly observe avec enthousiasme les moustiques mais une nuée se pose rapidement sur lui et le pique.
Le lendemain, Bubbles revient au domicile de Nani pour la questionner sur les conséquences de la perte de son travail. Stitch se comporte mal et Bubbles exige donc que Nani retrouve un emploi et que le « chien » de Lilo se comporte en citoyen modèle lors de sa prochaine visite.
Nani part donc en quête d’un travail et Lilo explique à Stitch comment bien se comporter. Elle prend comme exemple son idole, Elvis Presley et apprend à Stitch à danser, à chanter et à séduire les femmes. Il démontre immédiatement un talent exceptionnel dans ces disciplines mais gâche maladroitement la plupart des entretiens de Nani et cause un mouvement de panique sur la plage après avoir attaqué des vacanciers qui voulaient le prendre en photo.
Nani et Lilo désespèrent mais David, un ancien collègue dont Nani est sous le charme, les emmène surfer pour qu’elles oublient leurs problèmes. La journée se passe à merveille mais Jumba et Pikly tentent à nouveau de capturer Stitch sur sa planche de surf. Ils échouent et Stitch est sauvé de la noyade par David.
Bubbles, qui observait depuis la plage, constate à nouveau que Lilo a été mise en danger. Il explique à Nani qu’il reviendra le lendemain pour lui enlever la garde de Lilo.
Stitch, qui comprend qu’il a causé tout ce désordre, décide de quitter la petite famille pour ne pas leur causer plus de tort.
Devant l’incompétence de Jumba et Pikly à attraper Stitch, la présidente du Conseil les renvoie et envoie le capitaine Gantu pour achever leur mission et les faire arrêter. Jumba se réjouit de cette nouvelle, n’étant plus obligé de respecter les règles imposées par la présidente.
Il tente de capturer Stitch à sa façon. Ce dernier se réfugie chez Lilo qui est restée seule à la maison, Nani étant partie pour un dernier entretien d’embauche qui lui permettrait de garder Lilo auprès d’elle. Mais Jumba entre dans la demeure et son combat avec Stitch détruit en grande partie l’habitation.
Nani rentre précipitamment en constatant que sa maison est en feu. Sur place, elle trouve Lilo avec Bubbles qui est venu la récupérer. Ne voulant pas être emmenée loin de sa sœur, Lilo fuit dans la forêt où elle est retrouvée par Stitch qui lui révèle qu’il est un extra-terrestre.
Ils sont alors tous deux capturés par Gantu qui les charge à l’arrière de son vaisseau. Stitch parvient à s’échapper juste avant le décollage mais Lilo reste captive. Alors que Nani interroge Stitch sur la localisation de sa sœur, Jumba et Pikly arrêtent Stitch mais se laissent convaincre par ce dernier de porter secours à Lilo.
Ils prennent alors en chasse le vaisseau de Gantu qui est furieux de remarquer que Stitch s'est échappé. Stitch parvient à s’infiltrer dans le vaisseau de Gantu, à le détruire et à libérer Lilo juste à temps. De retour sur Terre victorieux, Stitch est une nouvelle fois capturé par la présidente du Conseil qui s’est déplacée en personne.
Bubbles est aussi présent et révèle qu’il fait partie de la CIA et qu’il connaissait l’existence des extra-terrestres.
Alors qu’elle l’a fait prisonnier, la présidente constate l’humanité que Stitch a acquise en étant avec Lilo. Elle modifie donc sa peine et le condamne à l’exil sur Terre avec sa nouvelle famille. Jumba et Pikly restent également sous l’ordre de la présidente.
Stitch vit maintenant une vie bien remplie avec Lilo, Nani et David, sa nouvelle famille.

## Fiche technique
- Titre original : Lilo and Stitch
- Titre français : Lilo et Stitch
- Réalisation : Dean DeBlois et Chris Sanders
- Scénario : Dean DeBlois et Chris Sanders, d’après une histoire originale de Chris Sanders
- Chef de l’histoire : Chris Williams et De Gombert, assistés de Roger Allers et John Sanford
- Musique : Alan Silvestri
- Direction artistique : Paul A. Felix (supervision) ; Ric Sluiter
- Montage : Darren T. Holmes
- Production : Clark Spencer
- Société de production : Walt Disney Pictures
- Sociétés de distribution : Buena Vista Pictures Distribution (États-Unis), Gaumont Buena Vista International (France)
- Budget : 80 000 000 dollars
- Langue originale : anglais
- Format : Couleurs - 1,66:1 - Dolby Digital - SDDS - DTS
- Durée : 85 minutes
- Dates de sortie[1] :
  - États-Unis : 21 juin 2002
  - France : 26 juin 2002

## Distribution

### Voix originales
- Chris Sanders : Stitch
- Daveigh Chase : Lilo
- Tia Carrere : Nani
- Jason Scott Lee : David
- David Ogden Stiers : Jumba
- Kevin McDonald : Pleakley
- Ving Rhames : Cobra Bubbles
- Zoe Caldwell : la présidente du Grand Conseil
- Kevin Michael Richardson : Gantu
- Kunewa Mook : Professeur de Hula
- Amy Hill : Mrs. Hasagawa
- Susan Hegarty : Rescue Lady

### Voix françaises
- Emmanuel Garijo : Stitch / David
- Camille Donda : Lilo
- Virginie Méry : Nani
- Vincent Grass : Jumba
- Éric Métayer : Pikly
- Mouss Diouf : Cobra Bubbles
- Joëlle Brover : la présidente du Grand Conseil
- Saïd Amadis : Capitaine Gantu
- Anne-Marie Haudebourg : Mme Hasagawa
- Stéphanie Lafforgue : la propriétaire du chenil, pilote Extra-terrestre et une amie de Lilo
- Serge Faliu : Moïse, le professeur de hula
- Jérôme Pauwels : le directeur du restaurant
- Véronique Alycia : la serveuse
- Bruno Henry
- Gabriella Bonavera
- Pierre-Jean Cherer
- Marc Perez
- Sophie Gubri
- Lutèce Ragueneau et Manon Azem : les amies de Lilo

### Voix québécoises
- Martin Watier : Stitch
- Rosemarie Houde : Lilo
- Catherine Allard : Nani
- François Godin : David
- Vincent Davy : Jumba
- François Sasseville : Pleakley
- Maka Kotto : Cobra Bubulles
- Danièle Panneton : la présidente du Grand Conseil
- Yves Corbeil : Gantu
- Thiéry Dubé : le professeur de hula
- Charlotte Bernard : la propriétaire du refuge
- Christine Foley : Mme Hasagawa

## Sorties cinéma
- États-Unis : 16 juin 2002 (première) ; 21 juin 2002 (Sortie nationale)
- Canada, Colombie, Italie : 21 juin 2002
- Belgique, Venezuela : 26 juin 2002
- Pays-Bas, Suisse : 27 juin 2002 (régions germanophones)
- Brésil, Mexique : 28 juin 2002
- Autriche, Allemagne, Israël, Pérou : 4 juillet 2002
- Pologne, Espagne : 5 juillet 2002
- Argentine : 6 juillet 2002
- Hong Kong : 11 juillet 2002
- Argentine : 18 juillet 2002 (Buenos Aires)
- Corée du Sud, Taïwan : 19 juillet 2002
- Égypte : 7 août 2002
- France : 14 août 2002
- Philippines : 15 août 2002
- Norvège : 21 août 2002 (Norwegian International Film Festival)
- République tchèque : 29 août 2002
- Islande : 30 août 2002
- Afrique du Sud, Danemark, Finlande, Norvège, Suède, Turquie : 6 septembre 2002
- Australie : 19 septembre 2002
- Bulgarie : 20 septembre 2002
- Royaume-Uni : 4 octobre 2002
- Estonie : 18 octobre 2002
- Grèce : 25 octobre 2002
- Hongrie : 7 novembre 2002
- Koweït : 4 décembre 2002
- Russie : 26 décembre 2002
- Japon : 8 mars 2003

## Sorties vidéo
- Québec : 3 décembre 2002 (VHS), 3 décembre 2002 (DVD), 24 mars 2009 (DVD 2 disques).
- France : 29 janvier 2003 (VHS), 29 janvier 2003 (DVD simple) ; 16 décembre 2004

(édition collector 2 DVD) ; 5 mars 2014 (Blu-ray simple).

## Personnages
- Stitch : petit extraterrestre bleu, qui ressemble un peu à un Gremlin. Il a été créé par Jumba, un génie diabolique. Son nom scientifique est 626. Comme il a été créé pour détruire, il se montre très agressif au début du film, mais va peu à peu apprendre la définition du mot « ohana », grâce à Lilo.
- Lilo Pelekai : petite fille de six ans. Elle a perdu ses parents lors d'un accident de voiture, et de ce fait vit seule avec sa grande sœur Nani. C'est une petite fille intelligente et pleine d'imagination… ce qui peut lui causer bien des problèmes ! Comme elle est un peu différente des autres enfants, elle n'a pas beaucoup d'amies. Elle prend des cours de Hula. Lilo est une grande fan d'Elvis Presley. Son nom complet, « Lilo Pelekai » apparaît sur le formulaire d'adoption de Stitch au foyer des animaux[2].
- Nani Pelekai : grande sœur de Lilo, âgée d'environ 19 ans. Elle élève tant bien que mal sa petite sœur, malgré les disputes incessantes qui ponctuent leur quotidien. Elle a du mal à conserver sa maison propre, et cuisine très mal. Au début du film, elle travaille dans un restaurant Hawaïen. Elle sait très bien danser et surfer.
- David Kawena : « presque » petit ami de Nani. Il fait tout pour l'inviter au restaurant ou en sortie, mais à cause de sa situation, Nani ne peut pas lui consacrer beaucoup de temps, ce qu'il comprend parfaitement. Il est très gentil et ne s'énerve pratiquement jamais. Il a du mal à dire non. Il travaille dans le même restaurant que Nani, et surfe très bien.
- Jumba : c'est le génie diabolique qui a créé Stitch. D'origine extraterrestre, on lui a ordonné de capturer sa créature échouée sur Terre. Il va donc se rendre en compagnie de Pleakley (Pikly en français) sur la planète bleue afin de récupérer Stitch. Il est un peu vu comme le méchant du film, puisqu'il en veut au héros, mais à la fin, il reste sur Terre et rejoint la « ohana » de Lilo, et devient de ce fait beaucoup plus sympathique.
- Pleakley : il est expert sur la Terre, c'est pourquoi il est désigné contre son gré afin de surveiller Jumbaa pour qu'il ne détruise en aucun cas cette planète, ni ses habitants. Pleakley est de nature gentille, et fait tout pour protéger les Terriens, tout en évitant de se faire remarquer. Il est vraiment très gaffeur, ce qui est souvent la cause de situation très amusantes. Il adore les moustiques qu'il prend pour une espèce en voie de disparition. On remarque déjà dans le premier film qu'il semble apprécier les vêtements féminins, ce qui se confirme dans les autres films, ainsi que dans la série.
- Cobra Bubbles : c'est lui que l'on a envoyé afin de vérifier si Lilo a une éducation convenable. Durant tout le film, il la surveille, et en conclut qu'elle a besoin d'une meilleure éducation. Il a travaillé à la CIA par le passé, ayant été impliqué dans l'Affaire de Roswell (1973).
- La présidente du Grand Conseil : c'est la présidente de la planète de Stitch, Jumbaa et Pleakley. Autoritaire mais juste, c'est elle qui envoie Jumbaa, Pleakley puis à la fin Gantu afin de chercher Stitch.
- Le capitaine Gantu : il est chargé au début du film de conduire Stitch sur son lieu d'exil, mais échoue. Il essaie plus tard de se racheter et ainsi de récupérer Stitch. C'est le seul vrai « méchant » du film.

## Divers
- C'est à bord d'un Boeing 747 et à travers la ville que Stitch se lançait initialement à la poursuite de Gantu pour sauver Lilo. La séquence avait été entièrement animée mais, à la suite des attentats du 11 septembre 2001, les réalisateurs décidèrent de lui substituer un vaisseau spatial, moins connoté[3].
- "Baby You Belong" de Faith Hill a été utilisé comme chanson thème dans la version japonaise. En Amérique du Nord, la chanson était simplement une piste d'album sans aucune connotation avec le film[4].
- Au début du film, quand Pleakley et la Présidente du Grand Conseil s'apprêtent à prendre l'ascenseur de la prison pour atteindre la cellule de Jumba, on peut apercevoir à droite un hamster dans une cellule : c'est le Dr Jacques von Hamsterviel, futur « méchant » de la série dérivée Lilo et Stitch (2003 à 2006) et de son épilogue Leroy et Stitch.
- Bien que le film n'ait pas été produit par Pixar, on peut apercevoir un de leurs nombreux easter eggs dans certaines séquences : les plaques d'immatriculation du camion de pompiers et du camion rempli de carburant sont toutes deux A113.
- Au début du film, on peut apercevoir l'enseigne d'un restaurant asiatique Mulan Wok, référence au film Mulan. Une affiche de Mulan est également visible dans la chambre de Nani.
- Quand Lilo et Stitch se promènent dans les boutiques, on peut apercevoir un clin d'œil à Kiki la petite sorcière de Hayao Miyazaki dans un calendrier[5].
- Quatre bandes-annonces ont été réalisées, parodiant diverses productions Disney et y incluant Stitch : prenant la place de Simba dans le Roi lion, séparant la Belle et la Bête, interrompant Ariel dans sa chanson ou encore enlevant Jasmine des bras d'Aladdin à bord de son vaisseau spatial.
- Au sein de l'animation, le film incorpore de véritables photographies d'Elvis Presley et un extrait du film Earth vs. the Spider (1958) de Bert I. Gordon.
- Le 3 octobre 2018, Walt Disney Pictures commence la production d'un remake en prises de vue réelle à destination du Disney+[6] et en infographie de Lilo et Stitch (2002) avec les producteurs Dan Lin et Jonathan Eirich et le scénariste Mike Van Waes[7],[8],[9]

## Jeux vidéo
Lilo et Stitch a également donné lieu à plusieurs adaptations en jeux vidéo :
- Stitch : Expérience 626, jeu vidéo PS2 (2002)
- Lilo et Stitch : Ohana, jeu vidéo (2002)
- Kingdom Hearts 2, jeu vidéo (2005)
- Lilo et Stitch 2, jeu vidéo (2006)
- Kingdom Hearts: Birth by Sleep, jeu vidéo (2010)
- Disney Speedstorm, jeu vidéo (2023)
- Disney Dreamlight Valley, jeu vidéo (6 décembre 2022)